# Cheshire Rock
Der Cheshire Rock ist eine Rifffelsen im Archipel der Südlichen Shetlandinseln. Er ragt 160 m südöstlich des Passage Rock in der English Strait 1 m über den Meeresspiegel.
Das UK Antarctic Place-Names Committee benannte ihn am 3. November 1971 nach Lieutenant Commander Peter John Edward Cheshire (* 1935), Leiter einer hydrografischen Vermessungseinheit der Royal Navy, die 1967 Vermessungen dieses Gebiets unternommen hatte.